# Synagoga v Batelově
Synagoga v Batelově je bývalá židovská svatyně postavená v roce 1794 na místě starší modlitebny. Nachází se téměř na nároží Dlouhé a Perleťářské v těsné blízkosti domu č.p. 52, na tzv. Židovském plácku v místě původního ghetta, západně od batelovského obecního úřadu.
Synagoga má zachovaný klasicistní vzhled, přestože sloužila jako sbor Církve československé husitské a posléze jako klubovna místní organizace svazu zahrádkářů. Je chráněna jako kulturní památka České republiky.
Batelovská židovská komunita přestala existovat podle zákona z roku 1890.

## Architektura
Po požáru staré modlitebny byla v roce 1794 postavena nová synagoga, která byla do klasicistní podoby upravena v roce 1825. Před synagogou je vyhloubena studna, jejíž voda byla využívána pro rituální lázeň.
Synagoga je zděná hladce omítaná stavba na nízké podezdívce a na půdorysu obdélníku. Je ukončena sedlovou střechou krytou taškami. Okapová uliční fasáda je členěna nízkou podezdívkou a pilastry s kompozitní hlavicí. Mezi pilastry jsou arkádové oblouky s naznačenou bosáží. Fasáda je rozdělena třemi okenními osami. Dvě vysoká okna s obloukovým zaklenutím a jedno malé obloukové okno pod nímž je asymetricky prolomen vchod se segmentovým zakončením. Okna mají jednoduchou šambránu a podokenní římsu. Nad vstupem je štukový volutový nástavec. Štítová fasáda je členěna dvěma vysokými okny se segmentovým zakončením, jednoduchou šambránou a podokenní římsou. Zeď přechází ve tvarovaný trojúhelníkový zděný štít. Vchod a schodiště na ženskou galerii vede prostorem mezi sousedním domem čp. 52 a synagogou.
V interiéru jsou tři pole pruské klenby dělené pasy s rokokovými štukovými zrcadly.